# وادي دحيم
وادي دحيم هو واد في سراة بلاد بني دحيم بلقرن في محافظة بلقرن على اسم ساكنيه ينحدر من جبال آل سليمان ومن جبل حضنة حتى يفيض في وادي ماسرة من روافد وادي تبالة.